# Leucania nainica
Leucania nainica är en fjärilsart som beskrevs av Moore 1881. Leucania nainica ingår i släktet Leucania och familjen nattflyn. Inga underarter finns listade i Catalogue of Life.